# Sano Tsunetami
Pour les articles homonymes, voir Sano (homonymie).
Sano Tsunetami est un nom japonais traditionnel ; le nom de famille (ou le nom d'école), Sano, précède donc le prénom (ou le nom d'artiste).

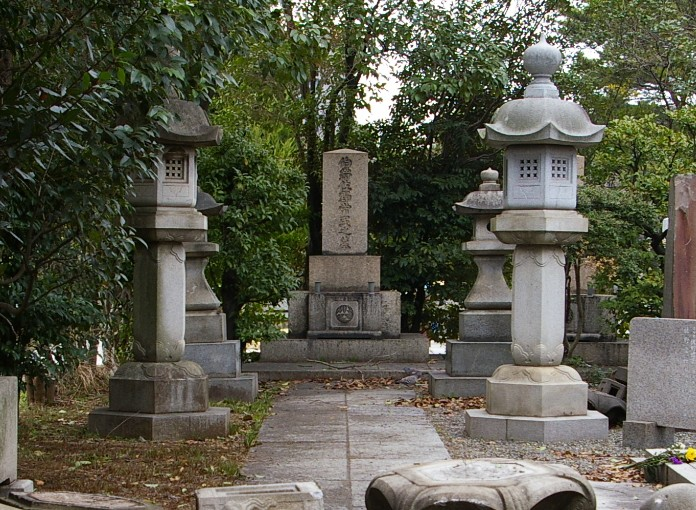
Tombe du comte Sano Tsunetami.

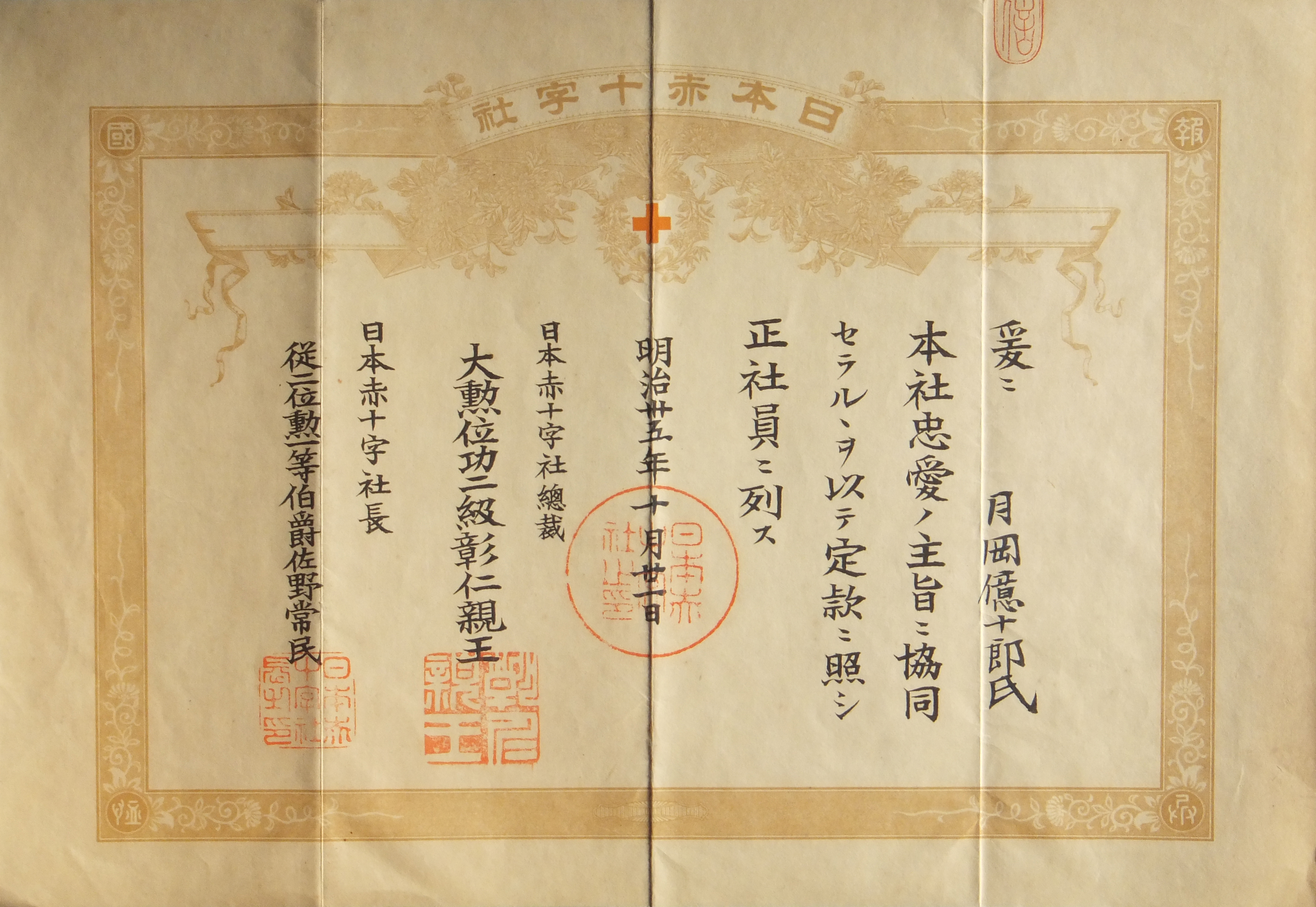
Certificat d’affiliation a la Croix-Rouge japonaise établi en 1902 par prince Komatsu-no-miya Akihito (11 Febr 1846 – 18 Febr 1903) et Sano Tsunetami (28 décembre 1822 – 12 décembre 1902).

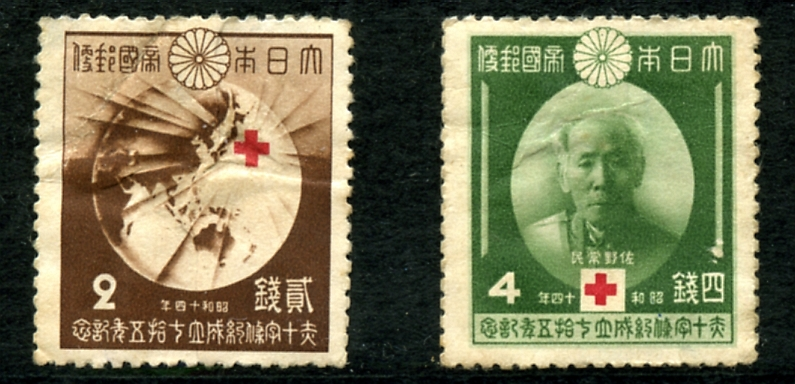
Timbres commémoratifs du de la Croix-Rouge

Le comte Sano Tsunetami (佐野 常民), né le 28 décembre 1822 dans le domaine de Saga au Japon et décédé à l'âge de 79 ans le 12 décembre 1902, est un homme politique japonais fondateur de la Croix-Rouge japonaise. Son fils, l'amiral Sano Tsuneha, fut une figure de proue dans la création du mouvement scout japonais.

## Biographie
Sano Tsunetami est né dans le domaine de Saga (aujourd'hui la ville de Saga, dans la préfecture de Saga). Il étudie le rangaku auprès de Ogata Kōan, Itō Gemboku, Hirose Genkyō, Totsuka Seikai, notamment, et joue un rôle majeur dans la création d'une marine moderne pour le han de Saga.
Après la Restauration Meiji, il est prié de participer à la formation d'une Marine impériale japonaise. Il accompagne la délégation japonaise à l'exposition universelle de 1867 à Paris, où il découvre la Croix-Rouge internationale. Il se rend ensuite aux Pays-Bas afin de superviser la construction de nouveaux navires de guerre et d'apprendre des techniques occidentales de construction navale, mais il garde dans un coin de son esprit l'image de la Croix-Rouge.
En 1877, il crée la Hakuaisha, une organisation humanitaire qui fournit une assistance médicale aux soldats blessés lors de la rébellion de Satsuma. Cette organisation devient la Croix-Rouge japonaise en 1887, dont il est le premier président.
Tsunetami Sano exerce également au sein du Genrōin, en tant que membre du conseil privé et à divers postes du gouvernement. Sous le premier gouvernement de Masayoshi Matsukata, il est nommé ministre de l'Agriculture et du Commerce.
Avant sa mort, il est décoré de l'ordre du Soleil Levant (première classe avec fleurs de Paulownia). Sa tombe se trouve au cimetière d'Aoyama à Tokyo.
En 1939, le gouvernement japonais met en circulation une série de quatre timbres-poste commémoratifs en l'honneur du 75e anniversaire du traité de la Croix-Rouge. Un portrait de Tsunetami Sano apparaît sur deux des timbres.